# Ludwig Schwamb

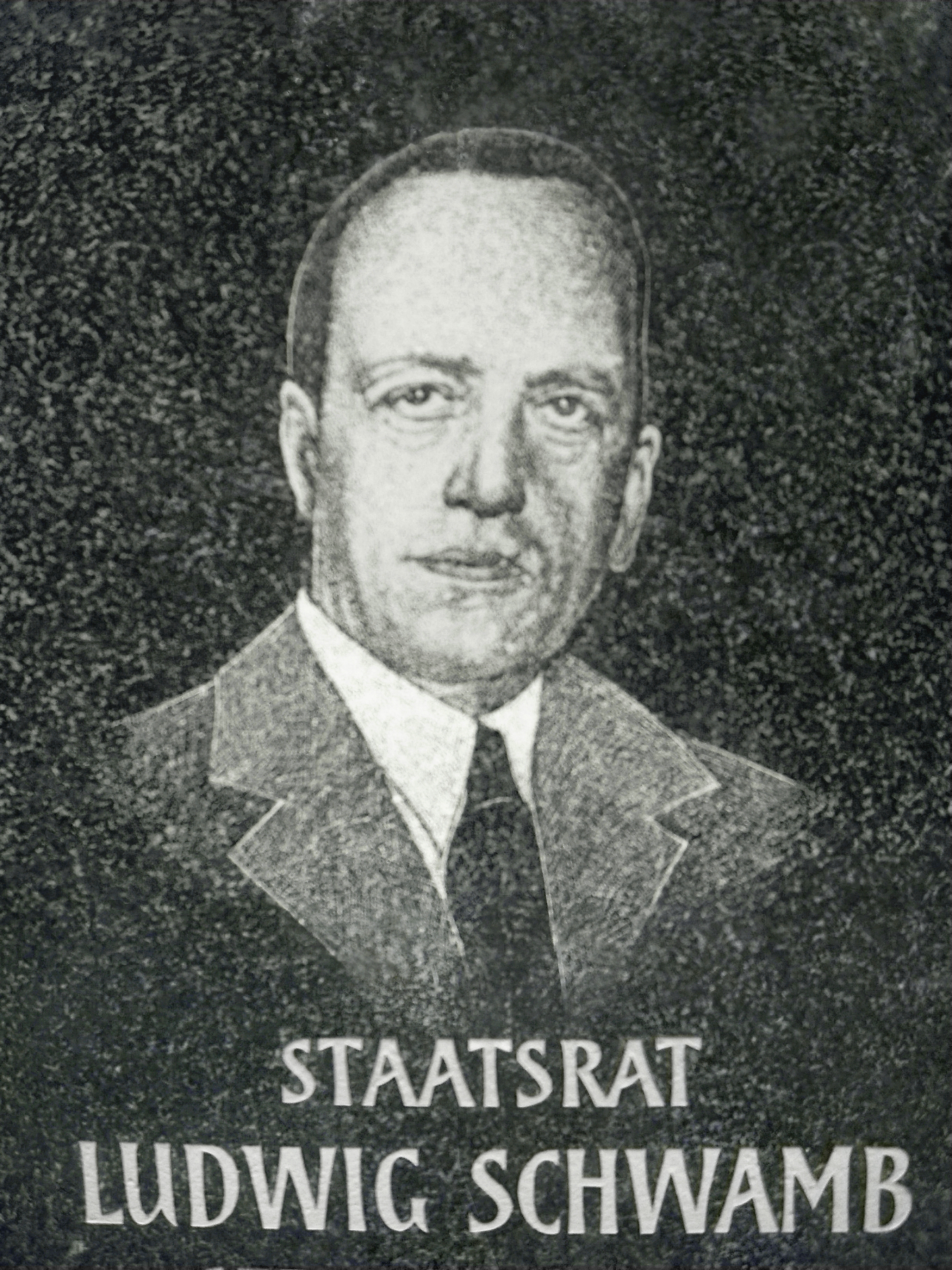
Ludwig Schwamb.

Ludwig Schwamb (30  de julio de 1890 en Undenheim - 23 de enero de 1945 en Berlín) fue un jurista y político socialdemócrata que luchó contra la dictadura nazi en Alemania como miembro del Círculo de Kreisau motivado por sus creencias cristianas, y como estrecho colega de Wilhelm Leuschner, que lo llevó a su ejecución como combatiente de la resistencia.
Ludwig Schwamb provenía de una familia de carácter rural de Rheinhessen. Después de su Abitur en Maguncia, estudió Derecho en Gießen, donde fue miembro de un Studentenverbindung. Después de establecerse como abogado por un periodo corto de tiempo, eligió una carrera en el servicio civil. En 1921, se convirtió en servidor graduado civil en la Oficina de Finanzas de Alzey y en 1925 se convirtió en alto consejero del gobierno en Oppenheim. Después de que el sindicalista Wilhelm Leuschner, quien tenía la misma edad que Schwamb, se convirtiera en ministro del interior de Hesse en 1928, Schwamb cambió de trabajo y se convirtió en consultor personal de Leuschner, trasladándose a Darmstadt, donde trabajó estrechamente con el consultor de prensa de Leuschner, Carlo Mierendorff, quien más tarde se convirtió en miembro del Reichstag. Schwamb ascendió rápidamente en el Consejo de Ministros y en el Consejo de Estado, pero en 1933, después de la toma de poder de los nazis, fue expulsado de su puesto, como muchos otros cuyos posicionamientos políticos estaban en disputa con los objetivos del Partido Nazi.
A partir de entonces, fue vigilado por la policía. Trató en vano de construir un bufete de abogados en Maguncia, y al fin, se trasladó Berlín donde trabajó como síndico de la factoría de zapatos Tack. Poco a poco, después de que Leuschner, Mierendorff, y otros líderes socialdemócratas fueran liberados de la "custodia de protección" y de los campos de concentración, el piso de Schwamb lentamente evolucionó a un lugar de encuentro para conspiradores de la resistencia. Entre ellos se hallaban también Julius Leber, que trabajaba en Berlín como comerciante de carbón, el periodista Emil Henk (1883-1969) de la región de Heidelberg-Mannheim, el cofundador del Reichsbanner Schwarz-Rot-Gold y asesor de prensa ocasional en el Ministerio del Interior del Reich Theodor Haubach, y también, después de su liberación del campo de concentración de Dachau en 1940 el posterior Ministro Social y de Interior de Renania-Palatinado Jakob Steffan (1888-1957).
Al igual que Leuschner y Mierendorff, Schwamb también fue miembro del Círculo de Kreisau a partir de 1940, un grupo de la resistencia que se reunía en la finca de Helmuth James Graf von Moltke en la Baja Silesia, al que también pertenecía Peter Graf Yorck von Wartenburg (1904-1944) y Adam von Trott zu Solz, junto con el educador progresista y socialdemócrata Adolf Reichwein de Bad Ems, el sacerdote jesuita Alfred Delp quien se crio en Lampertheim en el sur de Hesse, y otros influidos principalmente por deseos cristianos de reforma. Esto incluía el posterior ministro-presidente de Schleswig-Holstein Theodor Steltzer, el posterior portavoz del Bundestag Eugen Gerstenmaier, y el posterior Ministro Federal de Desplazados, Refugiados y Heridos de Guerra Hans Lukaschek.
También había contactos con otros opositores importantes del régimen nazi.
Mientras que Wilhelm Leuschner, entre todos los conspiradores del 20 de julio, era visto como el futuro Ministro del Interior del Reich, Ludwig Schwamb, como "comisario político" en el XII Distrito de Defensa (Wiesbaden) en la zona entre Kassel y Heidelberg, debía coordinar las fuerzas de la oposición, movilizar los grupos civiles de la resistencia, ayudar a preparar una huelga general, salvaguardar la coordinación con el ala militar de la resistencia en esta región cuya red de resistentes y sindicalistas era particularmente extensa, y en la región de Hesse-Renania-Palatinado, preparar un futuro orden democrático y social.
Ludwig Schwamb fue arrestado el 23 de julio de 1944 —tres días después del fracaso del complot para asesinar a Hitler en la Guarida del Lobo en Prusia Oriental— en Frankfurt am Main, y después de casi seis meses en la prisión de la Gestapo en la Lehrter Straße en Berlín, fue sentenciado a muerte el 13 de enero de 1945 por el Volksgerichtshof por el "juez de sangre" de Hitler Roland Freisler. El 23 de enero de 1945, Ludwig Schwamb fue colgado junto con otros nueve conspiradores en la prisión de Plötzensee en Berlín.
El 21 de enero de 1945, Elisabeth, la esposa de Ludwig Schwamb, recibió noticias —sin formalidades ni una forma apropiada de dirigirse— de la sentencia a muerte y la notificación sobre la ejecución que se había llevado a cabo. El mensaje incluía el aviso: "La publicación de la noticia de la defunción no está permitida". De tal modo que no existe tumba, solo un piedra memorial en la parcela familiar, así como varias calles, plazas y escuelas en Hesse y Renania-Palatinado que recuerdan la vida y obras de Ludwig Schwamb.